# Тюльдинська сільська рада
Тюльди́нська сільська рада (рос. Тюльдинский сельский совет) — муніципальне утворення у складі Калтасинського району Башкортостану, Росія. Адміністративний центр — присілок Тюльді.
Станом на 2002 рік існували Староор'єбашівська сільська рада (село Кирпи, присілки Васильєво, Новий Ор'єбаш, Старий Ор'єбаш) та Тюльдинська сільська рада (село Тюльді, селище У-Ял, присілки Большетуганеєво, Кульсаїтово, Малотуганеєво).

## Населення
Населення — 824 особи (2019, 1069 в 2010, 1220 в 2002).

## Склад
До складу поселення входять такі населені пункти:
| Населений пункт           | Населення, осіб (2002) | Населення, осіб (2010) |
| ------------------------- | ---------------------- | ---------------------- |
| Большетуганеєво, присілок | 336                    | 314                    |
| Васильєво, присілок       | 31                     | 31                     |
| Кульсаїтово, присілок     | 1                      | 0                      |
| Кирпи, село               | 21                     | 15                     |
| Малотуганеєво, присілок   | 1                      | 0                      |
| Новий Ор'єбаш, присілок   | 141                    | 126                    |
| Старий Ор'єбаш, присілок  | 343                    | 297                    |
| Тюльді, присілок          | 328                    | 273                    |
| У-Ял, присілок            | 18                     | 13                     |